# Mr. Driller 2
Mr. Driller 2 (ミスタードリラー2, en version originale japonaise) est un jeu vidéo de réflexion développé et édité par Namco sorti en 2001 sur Game Boy Advance au Japon. Il est inédit en Europe et est sorti tardivement aux États-Unis. Il était disponible au lancement de la console au Japon.